# Marina Colasanti
Marina Colasanti (Asmara, 26 de setembro de 1937 – Rio de Janeiro, 28 de janeiro de 2025) foi uma escritora, contista, jornalista, tradutora e artista plástica ítalo-brasileira nascida na então colônia italiana da Eritreia. A autora publicou mais de setenta obras para crianças e adultos.

## Biografia

Marina Colasanti em 1968

Marina Colasanti nasceu em 26 de setembro de 1937, na cidade de Asmara, capital da Eritreia. Passou parte da infância em Trípoli, na Líbia, e também na Itália. Em razão da difícil situação vivida na Europa após a Segunda Guerra Mundial, Colasanti e sua família emigram para o Brasil em 1948, fixando residência no Rio de Janeiro. A sua mãe faleceu aos quarenta anos quando Marina tinha dezesseis anos.
Nascida numa família de artistas, neta de um professor de uma escola de artes, crítico de arte e escritor, filha de Manfredo Colasanti e irmã de Arduino Colasanti, ambos atores, e sobrinha-neta de Gabriella Besanzoni, cantora lírica, Colasanti esteve sempre cercada por arte. Durante os anos de 1952 e 1956, estudou pintura com Caterina Baratelli, e em 1956 entra para a Escola Nacional de Belas Artes (EBA), na cadeira de Professora de Desenho. A sua formação como artista plástica possibilitou que ela mesma pudesse, mais tarde, ilustrar suas obras.
Em 1962, começou a trabalhar como jornalista no Jornal do Brasil, onde trabalhou por onze anos e em diversas funções: redatora, repórter, editora, colunista e cronista. Depois, foi trabalhar na editora Abril, na Revista Nova, onde passou dezoito anos, mas paralelamente foi publicando seus livros.
Ela escreveu para vários veículos, apresentou programas inúmeros televisivos em que conseguiu notoriedade na mídia e criou alguns roteiros para filmes e novelas que não lhe renderam muito bem. Ao mesmo tempo ela se devotou ao universo literário e lançou sua primeira obra, Eu Sozinha em 1968.[carece de fontes?]
Traduziu importantes textos da literatura italiana. Como escritora, publicou mais de setenta livros, entre contos, poesia, prosa, literatura infantil e literatura infantojuvenil.
Conhecida por seus livros infantis, Colasanti recebeu dezenas de prêmios literários, como o Jabuti nos anos de 1993, 1994, 1997, 2009, 2010, 2011 e, em 2014, venceu o prêmio na categoria Livro do Ano de Ficção. Seu livro de contos Uma Ideia Toda Azul recebeu o prêmio O Melhor para o Jovem, da Fundação Nacional do Livro Infantil e Juvenil (FNLIJ). Em 2010, recebeu o Prêmio Jabuti pelo livro Passageira em trânsito. Em 2017, ela recebeu o 13º Prêmio Ibero-americano SM de Literatura Infantil.
A vasta produção literária de Colasanti abrange mais de cinquenta títulos de poesia, contos e crônicas, publicados no Brasil e traduzidos em diversas outras línguas. Suas obras são bastante variadas e atraem leitores de diversas faixas etárias. Os temas sobre os quais a autora reflete em suas obras também são os mais diversos, como histórias de amor, o papel da mulher na sociedade, os relacionamentos interpessoais, entre outros. A autora também é ilustradora de suas próprias obras. Muitas obras de Marina Colasanti são utilizadas como objetos de pesquisas na área dos estudos literários de diversas universidades brasileiras e estrangeiras.[carece de fontes?]
A escritora se declarava feminista histórica e fez parte do primeiro Conselho Nacional dos Direitos da Mulher e durante vinte anos atuou com temas ligados ao feminino no mundo, trabalho do qual resultaram quatro livros.
Foi casada com o também escritor Affonso Romano de Sant'Anna.
Em 2023, se tornou a primeira mulher vencedora do Prêmio Machado de Assis, pelo conjunto das obras, prêmio entregue pela Academia Brasileira de Letras (ABL).
Ela morreu aos 87 anos, em sua casa, no Rio de Janeiro.

## Entrevistas
Em 2008, Marina forneceu uma entrevista ao Museu da Pessoa, quando questionada sobre suas lembranças a respeito do primeiro livro que havia lido em sua vida, ela responde de forma enfática demonstrando a presença da literatura desde a infância.
"Não tenho, porque eu não tenho lembrança de ausência de livro. Eu sou de uma cultura leitora. Um país... Mais do que um país, a Europa. A Europa é leitora, a Itália é um país leitor, então uma casa sem livro pra mim é inconcebível. Eu nunca ganhei um primeiro livro, os livros estavam ao meu redor sempre. Quando eu não sabia ler, a minha mãe lia pra mim. Então depois é que eu aprendi a ler. É um contínuo. Não tem um momento que o livro entra, o livro sempre esteve."— Marina Colasanti Em entrevista ao Museu da Pessoa

## Prêmios
| Ano  | Premiação                                                                                           | Livro                                     |
| ---- | --------------------------------------------------------------------------------------------------- | ----------------------------------------- |
| 1980 | Prêmio FNLIJ 1980: Produção 1979: Jovem                                                             | Uma Idéia Toda Azul                       |
| 1993 | Prêmio FNLIJ 1993: Produção 1992: Jovem                                                             | Entre a Espada e a Rosa                   |
| 1993 | Prêmio Jabuti: Melhor Livro Infantil ou Juvenil                                                     | Entre a Espada e a Rosa                   |
| 1994 | Prêmio Jabuti: Melhor Livro Infantil ou Juvenil                                                     | Ana Z. Aonde Vai Você?                    |
| 1994 | Prêmio Jabuti: Poesia                                                                               | Rota de Colisão                           |
| 1994 | Prêmio FNLIJ 1994: Produção 1993: Jovem                                                             | Ana Z. Aonde Vai Você?                    |
| 1997 | Prêmio Jabuti: Contos                                                                               | Eu Sei Mas Não Devia                      |
| 2002 | Prêmio FNLIJ 2002: Produção 2001: Jovem “Hors-Concours”                                             | Penélope Manda Lembranças                 |
| 2003 | Prêmio FNLIJ 2003: Produção 2002: Jovem “Hors-Concours”                                             | A Casa das Palavras e Outras Crônicas     |
| 2003 | Prêmio FNLIJ 2003: Produção 2002: Tradução Criança “Hors-Concours”                                  | As Aventuras de Pinóquio                  |
| 2004 | IBBY Honour List                                                                                    | As Aventuras de Pinóquio                  |
| 2004 | Prêmio FNLIJ 2004: Produção 2003: Tradução Jovem “Hors-Concours”                                    | Bicos Quebrados                           |
| 2005 | Ordem da Estrela da Solidariedade Italiana                                                          |                                           |
| 2008 | Prêmio FNLIJ 2008: Produção 2007: Poesia "Hors-Concours”                                            | Minha Ilha Maravilha                      |
| 2009 | Prêmio Alphonsus de Guimaraens                                                                      | Passageira em Trânsito                    |
| 2010 | Prêmio FNLIJ 2010: Produção 2009: Jovem “Hors-Concours”                                             | Com Certeza Tenho Amor                    |
| 2010 | Prêmio Jabuti: Poesia                                                                               | Passageira em Trânsito                    |
| 2011 | Prêmio Jabuti: Juvenil                                                                              | Antes de Virar Gigante e Outras Histórias |
| 2011 | Prêmio Portugal Telecom em Língua Portuguesa: 3º lugar                                              | Minha Guerra Alheia                       |
| 2014 | Prêmio FNLIJ 2014: Produção 2013: Criança “Hors-Concours”                                           | Breve História de um Pequeno Amor         |
| 2014 | Prêmio Jabuti: Infantil                                                                             | Breve História de um Pequeno Amor         |
| 2014 | Prêmio Jabuti: Livro do Ano Ficção                                                                  | Breve História de um Pequeno Amor         |
| 2015 | Prêmio FNLIJ 2015: Produção 2014: Jovem Hors-Concours                                               | Como uma Carta de Amor                    |
| 2015 | Prêmio FNLIJ 2015: Produção 2014: Tradução/ Adaptação Jovem                                         | Stefano                                   |
| 2016 | Premio Fundación Cuatrogatos                                                                        | Breve Historia de un Pequeño Amor         |
| 2016 | IBBY Honour List                                                                                    | Stefano                                   |
| 2017 | 13º Prêmio Iberoamericano SM de Literatura Infantil e Juvenil                                       |                                           |
| 2017 | Prêmio Hors Concours da Cátedra Unesco de Leitura PUC – RJ                                          | Quando a Primavera Chegar                 |
| 2017 | Prêmio FNLIJ 2017: Produção 2016: Tradução/ Adaptação Jovem                                         | O País de João                            |
| 2017 | Prêmio FNLIJ 2017: Produção 2016: Tradução/ Adaptação Reconto                                       | O Anel Encantado                          |
| 2023 | Prêmio Machado de Assis Pelo conjunto das obras, prêmio entregue pela Academia Brasileira de Letras |                                           |

## Obra
Autobiografia
- Minha Guerra Alheia. Rio de Janeiro: Record, 2010. ISBN 9788501090911

Citações
- De Mulheres, sobre Tudo. Rio de Janeiro: Ediouro, 1995. ISBN 9788500926624

Coletânea de artigos
- E Por Falar em Amor. Rio de Janeiro: Rocco, 1985. ISBN 9788532503473
- Intimidade Pública. Rio de Janeiro: Rocco, 1990. ISBN 9788532500533

Contos
- Longe Como o Meu Querer. São Paulo: Ática, 1997. ISBN 9788508062768
- O Leopardo é um Animal Delicado. Rio de Janeiro: Rocco, 1998. ISBN 9788532508508
- Um Espinho de Marfim e Outras Histórias. Porto Alegre: L&PM, 1999. ISBN 8525409960
- 23 Histórias de Um Viajante. São Paulo: Global, 2005. ISBN 9788526009882
- Penélope manda Lembranças. 2. ed. São Paulo: Ática, 2007. ISBN 9788508108152
- Doze Reis e a Moça no Labirinto do Vento. 12. ed. São Paulo: Disal, 2006. ISBN 9788526011083
- Com Certeza Tenho Amor. São Paulo: Global, 2009. ISBN 9788526001763
- Do Seu Coração Partido. São Paulo: Global, 2009. ISBN 9788526001688
- Entre a Espada e a Rosa. São Paulo: Melhoramentos, 2009. ISBN 9788506062685
- Uma Idéia Toda Azul. 23. ed. São Paulo: Global, 2009. ISBN 9788526011090
- A Moça Tecelã. 13. ed. São Paulo: Global, 2009. ISBN 9788526008915
- Contos de Amor Rasgados. Rio de Janeiro: Record, 2010. ISBN 9788501087096
- Hora de Alimentar Serpentes. São Paulo: Global, 2013. ISBN 9788526019317
- Como Uma Carta de Amor. São Paulo: Global, 2014. ISBN 9788526020733
- A Morada do Ser. 3. ed. Rio de Janeiro: Record, 2014. ISBN 9788501069283
- Mais de 100 Histórias Maravilhosas. São Paulo: Global, 2015.
- Quando a Primavera Chegar. São Paulo: Global, 2017. ISBN 9788526023444

Crônicas
- Eu Sei, Mas Não Devia. Rio de Janeiro: Rocco, 1995. ISBN 9788532506153
- A Casa das Palavras. 2. ed. São Paulo: Ática, 2000. ISBN 9788508154234
- Esse Amor de Todos Nós. Rio de Janeiro: Rocco, 2000. ISBN 9788532511676
- A Casa das Palavras. São Paulo: Ática, 2002. ISBN 9788508080274
- Os Últimos Lírios no Estojo de Seda. Belo Horizonte: Leitura, 2006. ISBN 9788573587418
- Crônicas Para Jovens. São Paulo: Global, 2012.
- Melhores Crônicas Marina Colasanti. São Paulo: Global, 2016. ISBN 9788526020788
- Eu Sozinha. 2. ed. São Paulo: Global, 2018. ISBN 9788526023925

Ensaios
- Fragatas Para Terras Distantes. Rio de Janeiro: Record, 2004. ISBN 9788501069122
- Como Se Fizesse Um Cavalo. São Paulo: Pulo do gato, 2012. ISBN 9788564974227

Livros infantis e juvenis
- Ofélia, a Ovelha. São Paulo: Melhoramentos, 1989. ISBN 9788506012024
- Ana Z, aonde vai Você? 13. ed. São Paulo: Ática, 2000. ISBN 9788508105298
- A Amizade Abana o Rabo. São Paulo: Moderna, 2002. ISBN 8516030911
- Uma Estrada Junto ao Rio. São Paulo: FTD, 2005. ISBN 9788532255792
- O Homem Que Não Parava de Crescer. 12. ed. São Paulo: Global, 2005. ISBN 9788526009820
- Minha Ilha Maravilha. São Paulo: Ática, 2007. ISBN 9788508110667
- Minha Tia me Contou. São Paulo: Melhoramentos, 2007. ISBN 9788506051221
- Poesia em 4 Tempos. São Paulo: Global, 2008. ISBN 9788526012554
- Um Amor Sem Palavras. 4. ed. São Paulo: Global, 2009. ISBN 9788526006492
- Cada Bicho Seu Capricho. São Paulo: Global, 2009. ISBN 9788526006584
- O Lobo e o Carneiro no Sonho da Menina. 3. ed. São Paulo: Global, 2009. ISBN 9788526012097
- A Menina Arco-Íris. 5. ed. São Paulo: Global, 2009. ISBN 9788526012028
- O Verde Brilha no Poço. 5. ed. São Paulo: Global, 2009. ISBN 9788526006621
- Antes de Virar Gigante. São Paulo: Ática, 2010. ISBN 9788508134816
- Classificados e Nem Tanto. Rio de Janeiro: Record, 2010. ISBN 9788501088888
- O Menino Que Achou Uma Estrela. 5. ed. São Paulo: Global, 2010. ISBN 9788526006485
- O Nome da Manhã. São Paulo: Global, 2012. ISBN 9788526017344
- Breve História De Um Pequeno Amor. São Paulo: FTD, 2013. ISBN 9788532284297
- A Mão na Massa. 2. ed. Rio de Janeiro: Rovelle, 2014. ISBN 9788561521387
- Um Amigo Para Sempre. São Paulo: FTD, 2017. ISBN 9788596010429
- Tudo Tem Princípio e Fim. São Paulo: Escarlate, 2017. ISBN 9788583820598
- Mais Classificados e Nem Tanto. São Paulo: Galera, 2019. ISBN 9788501114976

Poesia
- Rota de Colisão. Rio de Janeiro: Rocco, 1993. ISBN 8532504353
- Gargantas Abertas. Rio de Janeiro: Rocco, 1998. ISBN 9788532508515
- Fino Sangue. Rio de Janeiro: Record, 2005. ISBN 9788501069535
- Passageira em Trânsito. Rio de Janeiro: Record, 2009. ISBN 9788501084958